# Addis Abeba Bole internationella flygplats
Addis Abeba Bole internationella flygplats (ADD), flygplats ungefär 2,5 km sydost om Addis Abeba, Etiopien.

## Bil
Från flygplatsen går ett antal vägar som ansluter sig till olika delar i Etiopien. Väg 1 ansluter sig till Asmara (704,5 km, norrut), Väg 4 ansluter sig till Awash (292,5 km, sydöst), Väg 5 ansluter sig till Nekemte (246,5 km, västerut). Från Addis Abeba Station (Addis Abeba C, 18 km) tar det cirka 15 minuter att åka till flygplatsen.

## Terminaler
För närvarande består Addis Abeba Bole internationella flygplats av två terminaler:
- Terminal 1 för endast norrgående flyg
- Terminal 2 för sydgående flyg (även för norrgående flyg med Ethiopian Airlines), den klart största terminalen.

## Flygbolag och destinationer

### Terminal 1
- British Airways (Alexandria-Borg El Arab, London-Heathrow flygplats)
- EgyptAir (Kairo)
- KLM (Amsterdam, Khartoum)
- Lufthansa (Frankfurt- tillsammans med United Airlines, Khartoum)
- Saudi Arabian Airlines (Jeddah)
- Emirates (Dubai, Entebbe)
- Sudan Airways (Khartoum)
- United Airlines (Frankfurt - tillsammans med Lufthansa)
- Yemenia (Sanaa)
- Turkish Airlines (Ankara)

### Terminal 2
- Ethiopian Airlines (Aba Segud Airport, Abijan, Accra, Alula Aba Airport, Amsterdam, Arba Minch, Asmara, Asosa Airport, Axum Airport, Awasa Airport, Bahir Dar, Bamako, Bangkok, Beica Airport, Beirut, Brazzaville, Bujumbura, Dar es-Salaam, Dembidolo, Dessie, Djibouti, Dire Dawa Airport, Douala, Dubai, Entebbe, Frankfurt, Gambela Airport, Gode, Gondar Airport, Gore, Guangzhou, Harare, Hargeisa, Hongkong, Inda Selassie, Jeddah, Jijiga, Jinka, Johannesburg - tillsammans med South African Airlines, Kabri Dar Airport, Kairo,  Khartoum, Kigali, Kilimanjaro Airport, Kinshasa, Köpenhamn, Lagos, Lalibela Airport, Lilongwe, Lome, Gatwick flygplats, London-Heathrow flygplats, Luanda, Lusaka, Mekane Selam Airport, Mek'ele, Mizan Teferi, Bombay, Nairobi, N'Djamena, New Delhi, New York, Paris-Charles de Gaulle, Peking, Rom-Fiumicino, Riyadh, Shilavo, Stockholm-Arlanda, Taipei, Tel Aviv, Tippi, Washington-Dulles, Wien-Schwechats, Zanzibar)
- Kenya Airways (Djibouti, Nairobi)
- South African Airways (Johannesburg - tillsammans med Ethiopian Airlines)
- Daallo Airlines (Hargeisa)